# Édouard Branly
Édouard Branly (Amiens, 23 de outubro de 1844 — Paris, 24 de março de 1940) foi um físico francês.
Foi um pioneiro da telegrafia sem fio.

## Vida e obra
Édouard Branly foi professor do Instituto Católico de Paris.
Em 1890 inventou o coesor, um sucesso inovador na história da tecnologia do rádio. Até sua morte trabalhou em muitas áreas da física contemporânea, especialmente com os campos da comunicação sem fio e robótica, e também no campo da medicina.